# Siège de l'aéroport de Menagh
Guerre civile syrienne
Batailles
Le siège de l'aéroport de Menagh a lieu lors de la guerre civile syrienne. Il dure du 2 août 2012 au 6 août 2013 et s'achève par la prise de l'aéroport par les rebelles.

## Déroulement

Carte de l'offensive des rebelles :
Zone contrôlée par le gouvernement syrien et ses alliés
Zone contrôlée par les rebelles

En juillet 2012,  la bataille d'Alep débute et les rebelles s'emparent de la majeure partie du gouvernorat d'Alep. À la fin du mois la base aérienne de Menagh, située à 30 kilomètres au nord-ouest d'Alep, est la dernière position encore tenue par le régime syrien au nord du gouvernorat. C'est aussi la principale base aérienne utilisée par les loyalistes pour bombarder les zones rebelles à Alep,. 

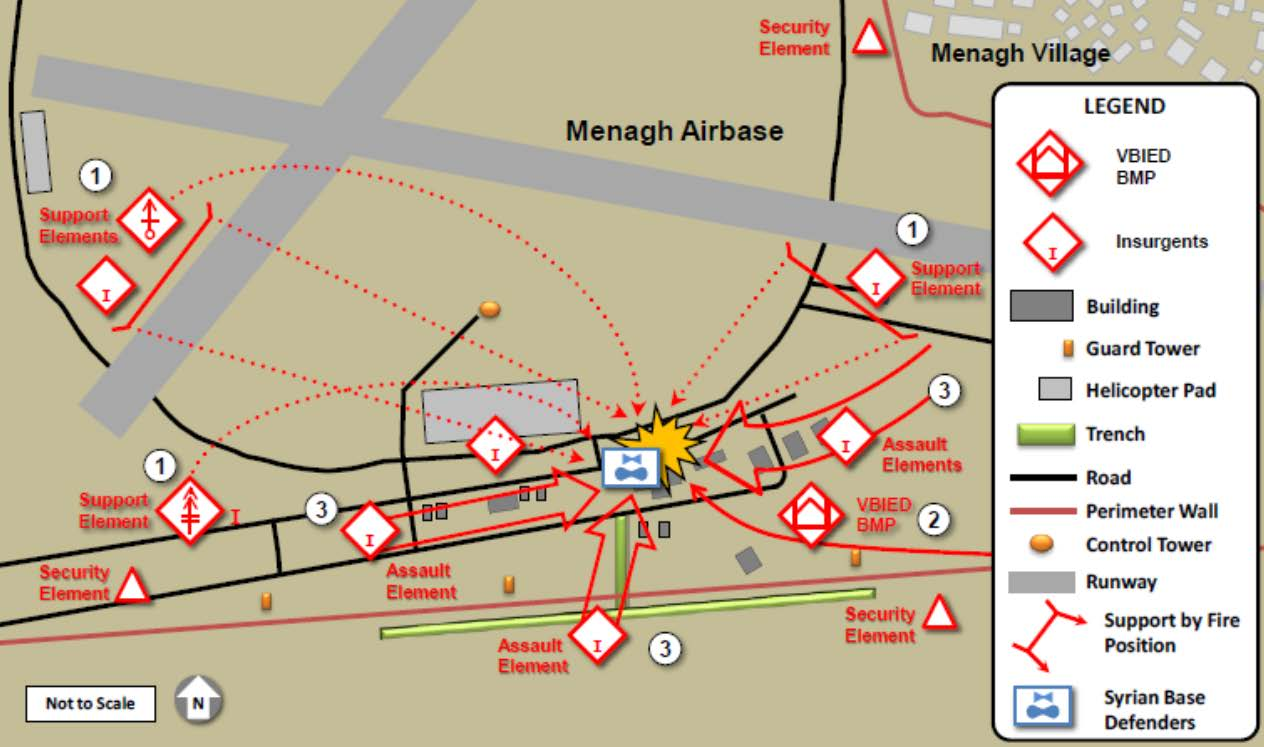
Déroulement de la capture de la base aérienne de Menagh, en août 2013.

Les forces de l'opposition commencent l'attaque de l'aéroport de Menagh le 2 août 2012. Une dizaine de chars de l'Armée syrienne libre bombardent alors les positions loyalistes,.
En janvier 2013, Amar al-Dadikhi, dit « Abou Ibrahim », le chef de la Brigade de la Tempête du Nord, est blessé lors des combats à Menagh. Évacué vers un hôpital en Turquie, il aurait succombé en mars 2013,,
Le 25 février, un hélicoptère est abattu par les rebelles alors qu'il tentait d'atterrir sur la base.
Le 4 mars, les rebelles pénètrent dans l'aéroport. Le 4 mai, ils s'emparent de la plus grande partie de la base. Son commandant, le brigadier-général Ali Salim Mahmoud est tué, apparemment par un soldat déserteur,.
L'assaut décisif est lancé le 5 mai 2013. Les Tchétchènes de Jaych al-Mouhajirine wal-Ansar menés par Abou Omar al-Chichani y jouent un rôle décisif. Deux kamikazes du groupe parviennent à conduire un véhicule blindé jusqu'au centre de commandement de la base et à se faire exploser. Le lendemain, la base tombe entièrement aux mains de rebelles,,. Seuls 70 soldats syriens parviennent à s'échapper de la base ; ils fuient vers le canton d'Afrine, où ils se rendent aux Kurdes des YPG.

## Les pertes
Les combats auraient fait 300 morts dans les rangs rebelles selon le journaliste Robert Fisk, dans un article publié pour The Independent en 2016. Selon lui, après les combats, les YPG auraient également livré au Front al-Nosra des officiers de l'armée syrienne échappés de Menagh, en échange de la libération de prisonniers kurdes. Les officiers syriens auraient ensuite été exécutés par les djihadistes.
Début novembre 2016, l'Observatoire syrien des droits de l'homme et le média pro-régime Al-Masdar News indiquent qu'une centaine — plus précisément 94 selon Al-Masdar News — de corps de soldats syriens tués dans l'aéroport de Menagh sont remis aux autorités de Damas par les Forces démocratiques syriennes après que ces dernières se soient emparées à leur tour de l'aéroport le 10 février 2016,.